# Hubert Franz Maria von Andlau-Homburg

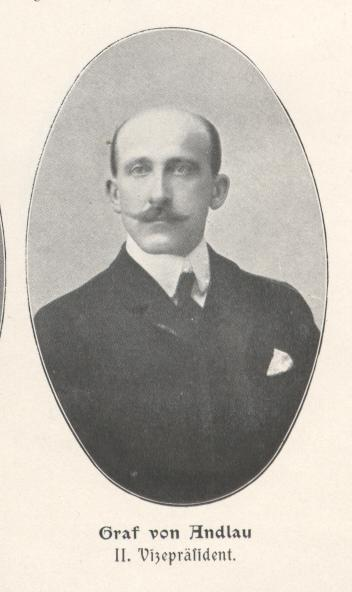
Hubert von Andlau-Homburg, als Vizepräsident des Deutschen Katholikentags, 1905

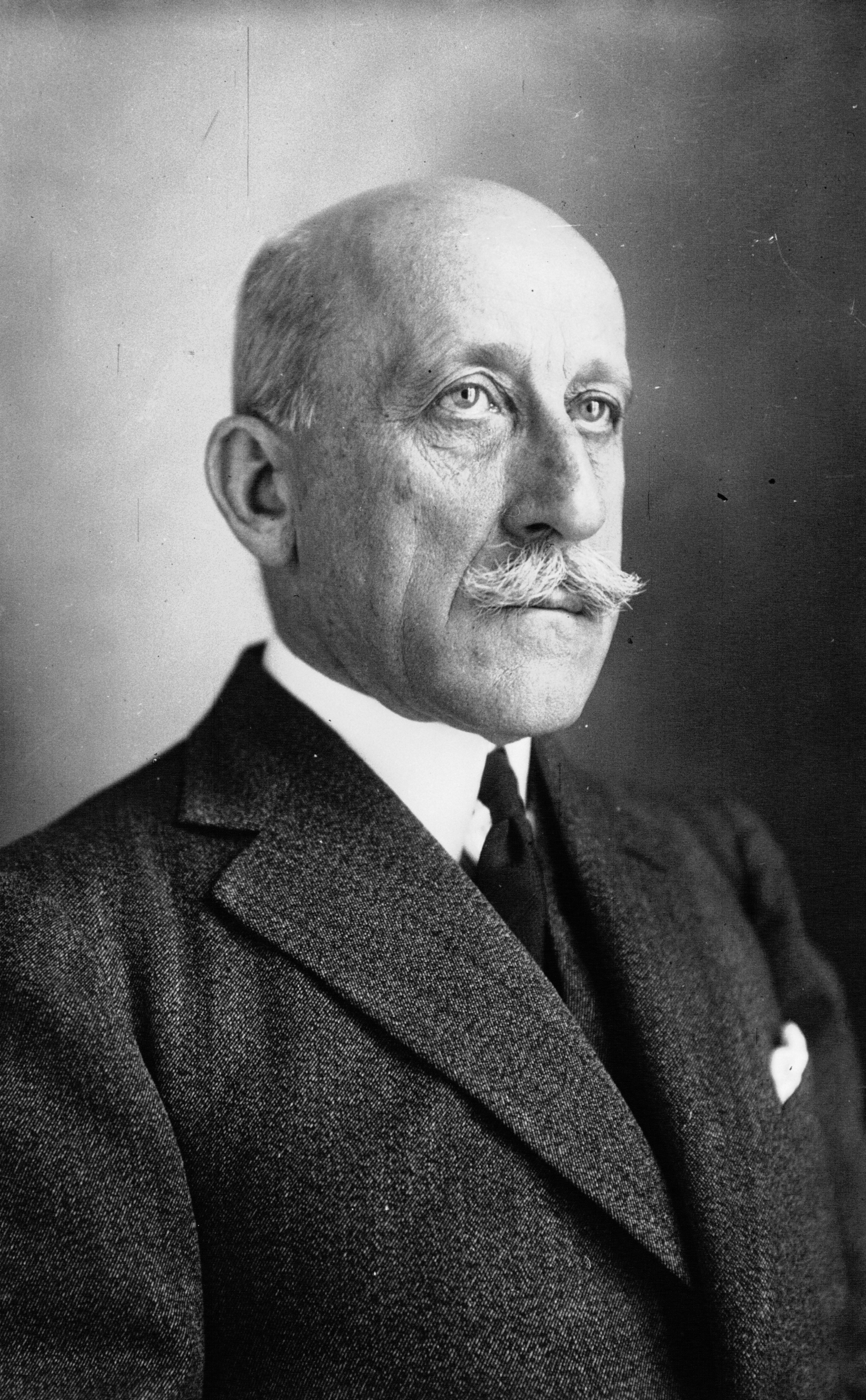
Hubert d'Andlau-Hombourg

Hubert Franz Maria Graf von Andlau-Homburg (französisch Hubert d'Andlau de Hombourg; * 7. Juni 1868 im Kloster Heidenfeld; † 3. November 1959 in Stotzheim, Elsass) war ein elsässischer Adeliger, Gutsbesitzer und Politiker.

## Leben
Graf von Andlau-Homburg entstammte einer Linie des unterelsässischen Adelsgeschlechts der Andlau. Er kam als Sohn des österreichischen Offiziers Carl von Andlau-Homburg (1819–1874) und der Emilie Freiin von Bodeck-Ellgau (1843–1910) zur Welt. Sein Patenonkel war der spätere Kardinal von Faulhaber, sein älterer Bruder der Jesuitenpater Karl Maria von Andlau-Homburg (1865–1935), ein Vertrauter des Kaisers Karl I. von Österreich. Sie waren beide Großneffen von Benedikt Anton Friedrich von Andlau-Homburg (1761–1839), dem letzten Fürstabt der Fürstabtei Murbach und Fürst des Heiligen Römischen Reiches.
Hubert von Andlau-Homburg besuchte das Jesuiten-Gymnasium in Feldkirch (Österreich) und diente von 1887 bis 1898 als Kavallerieoffizier im österreichischen Heer. 1898 kehrte er nach Stotzheim auf das Gut der Familie zurück. Er wurde Verbandsdirektor der ländlichen Genossenschaften in Elsass-Lothringen und war ab 1911 vom Kaiser ernanntes Mitglied der ersten Kammer des Landtags des Reichslandes Elsaß-Lothringen. 1905 fungierte Andlau als Vizepräsident des Deutschen Katholikentags in Straßburg. Von 1902 bis 1935 war er Bürgermeister von Stotzheim, zwischen 1928 und 1941 auch Abgeordneter im französischen Senat. Am 10. Juli 1940 stimmte er in der Nationalversammlung für die erweiterten Vollmachten für Marschall Pétain, die das Ende der Dritten Republik bedeuteten.
Der Graf war seit 1891 verheiratet mit Marie Sophie Klothilde Christine Freiin von Coehorn (1872–1960), das Paar hatte sechs Kinder. Sie war die Urenkelin des Grafen Theodor Waldner von Freundstein (1786–1864) und Enkelin von Graf Adalbert Waldner von Freundstein (1819–1857) sowie dessen Gattin Louise Cécile Rose Elisabeth Sophie Tascher de La Pagerie (1818–1890), deren Vater Pierre Claude Louis Robert Tascher de La Pagerie (1787–1861) wiederum der Cousin von Kaiser Napoleons erster Gattin Joséphine de Beauharnais war.